# Selenops lavillai
Selenops lavillai är en spindelart som beskrevs av José Antonio Corronca 1996. Selenops lavillai ingår i släktet Selenops och familjen Selenopidae. Inga underarter finns listade i Catalogue of Life.